# باتاجور
باتاجور (به لاتین: Batajor) یک روستا در بنگلادش است که در استان باریسال و در ناحیه باریسال واقع شده است.